# Popești, Bihor
Popești (mai demult Popfalău) este satul de reședință al comunei cu același nume din județul Bihor, Crișana, România.

## Așezare
Localitatea Popești șe află situată în nord-estul județului Bihor, în bazinul hidrografic al văii Bistrei, un afluent al râului Barcău, având la nord munții Plopișului iar la vest dealurile Dernei.

## Istoric
Prima atestare documentară a comunei este din anul 1435.

## Galerie foto
Acest articol despre o localitate din județul Bihor este deocamdată un ciot. Puteți ajuta Wikipedia prin completarea lui.